# PSR J0737-3039
PSR J0737-3039 est un pulsar double, le seul connu en 2018. Il est composé de deux étoiles à neutrons qui sont chacune vues sous la forme de pulsars. Ces deux composantes se caractérisent également par le fait qu'elles forment le couple d'étoiles à neutrons à l'orbite la plus resserrée connue à ce jour et que le système est vu presque parallèlement à son plan orbital, ce qui permet d'étudier sa configuration et certains phénomènes gravitationnels avec une précision extrêmement élevée. 

## Découverte
Le premier membre du couple, nommé PSR J0737-3039A a été découvert en 2003 à l'observatoire de Jodrell Bank sous la forme d'un pulsar. L'analyse de son signal a immédiatement montré une modulation du signal émis par celui-ci, d'une période d'environ deux heures, caractéristique d'un effet Doppler résultant de la présence d'un compagnon. La période de deux heures, extrêmement faible pour un corps céleste de cette taille, est de plus l'indice d'un système en orbite extrêmement resserrée. Par exemple, pour deux corps d'une masse solaire en orbite l'un autour de l'autre, une période de deux heures correspond d'après la troisième loi de Kepler à une orbite dont le rayon est inférieur à un million de kilomètres. L'orbite d'un tel système binaire est ainsi quasiment contenue dans une région de la taille du Soleil. Un tel système représente un intérêt énorme pour la relativité générale car de nombreux effets relativistes peuvent être observés (par exemple concernant la précession du périastre), ce qui en fait un laboratoire idéal pour tester la relativité générale, et ce d'autant plus que le système est le plus resserré connu à ce jour.  